# Сеймик Поморского воеводства
Сеймик Поморского воеводства — представительный орган местного самоуправления Поморского воеводства Польши. Представляет собой однопалатный парламент, состоящий из 33 членов (до 2002 года — 50), избираемых во время региональных выборов на пятилетний срок.
Сеймик формирует исполнительный совет из своего состава, который выполняет функции коллективного исполнительного органа воеводства во главе с Маршалом.

## Избирательные округа
| Номер округа | Кол-во мандатов | Города на правах повята, входящие в округ | Повяты, входящие в округ                                   |
| ------------ | --------------- | ----------------------------------------- | ---------------------------------------------------------- |
| 1            | 7               | Слупск                                    | Бытувский, Хойницкий, Члухувский, Лемборкский, Слупский    |
| 2            | 8               | Гдыня, Сопот                              | Пуцкий, Вейхеровский                                       |
| 3            | 7               | Гданьск                                   |                                                            |
| 4            | 6               |                                           | Гданьский, Картузский, Косьцежский, Старогардский          |
| 5            | 5               |                                           | Квидзынский, Мальборский, Новодвурский, Тчевский, Штумский |